# Anacaona
Anacaona là một chi thực vật có hoa trong họ Cucurbitaceae.

## Loài
Chi Anacaona gồm các loài: